# هالی‌فرانتیر
هالی‌فرانتیر (انگلیسی: HollyFrontier) شرکت پالایش نفت آمریکایی است، که در سال ۱۹۴۷ تأسیس شد.